# コミックめだま
『コミックめだま』は、かつてイースト・プレスが発行していた日本の漫画雑誌。

## 概要
2003年2月20日創刊。時代劇の漫画を掲載している漫画雑誌であり、執筆者にはふくしま政美や関谷ひさしといった大物漫画家が揃っていた。公式サイトも存在していたが、1号のみで休刊となった。

## 掲載作品
- むさしの無（画：ふくしま政美 / 作：あがた有為）
- JUTTE(十手)（画：羽中ルイ / 作：岡崎英生）
- 月夜魅（梶山義博）
- 大江戸百奇談 ねずみ返し（たかや健二）
- 剣聖ト伝伝─気─（関谷ひさし）
- ばばばば芭蕉（えびなみつる）
- 大江戸艶筆（風直太郎）
- ドーンと行こうぜ世界は!（渡辺ぶんや）